# مایکل هسلتاین
مایکل هسلتاین (انگلیسی: Michael Heseltine؛ زادهٔ ۲۱ مارس ۱۹۳۳) سیاست‌مدار اهل بریتانیا است.

## سمت‌ها
- معاون نخست‌وزیر بریتانیا (۱۹۹۵-۱۹۹۷)
- وزیر تجارت و صنعت بریتانیا (۱۹۹۲-۱۹۹۵)
- وزیر محیط بریتانیا (۱۹۹۰-۱۹۹۲)
- وزیر دفاع بریتانیا (۱۹۸۳-۱۹۸۶)
- وزیر محیط بریتانیا (۱۹۷۹-۱۹۸۳)
- وزیر هواپیمایی و کشتی‌رانی (۱۹۷۲-۱۹۷۴)
- نماینده مجلس عوام بریتانیا (۱۹۶۶-۲۰۰۱)
- نماینده مجلس عیان بریتانیا (۲۰۰۱-تاکنون)